# Xangelina formosana
Xangelina formosana är en tvåvingeart som beskrevs av Mitsuhiro Sasakawa 2002. Xangelina formosana ingår i släktet Xangelina och familjen lövflugor.
Artens utbredningsområde är Taiwan. Inga underarter finns listade i Catalogue of Life.